# Jodie Burrage
Jodie Anna Burrage (nascida em 28 de maio de 1999) é uma tenista profissional britânica. 
Burrage tem uma classificação na WTA mais alta de simples na carreira de número 85, alcançada em 11 de setembro de 2023 e uma classificação de duplas de número 147 do mundo, definida em 15 de janeiro de 2024. Ela ganhou cinco títulos de simples e cinco de duplas no Circuito Feminino da ITF.

## Vida pregressa
Burrage nasceu em  Kingston upon Thames, mas cresceu em Hindhead [en], Surrey. Ela ganhou uma bolsa de estudos para a Talbot Heath School [en] em Bournemouth, o que lhe permitiu desenvolver seu tênis no vizinho West Hants Club [en]. Após a conclusão dos exames GCSE, Burrage mudou-se para a Junior Tennis Coaching (JTC) em Chiswick, Londres, onde foi orientada pelos ex-profissionais de tênis Colin Beecher [en] e Lucie Ahl [en].

## Carreira profissional

### 2020–2021: WTA Tour e estreia no Grand Slam
Burrage fez sua estreia na chave principal do WTA Tour em duplas no Linz Open de 2020, onde recebeu um "wild card" no torneio de duplas em parceria com Sabine Lisicki.
Em janeiro de 2021, Burrage fez sua estreia na chave principal do WTA Tour em simples no Abu Dhabi Open como uma "lucky loser". Em junho, ela teve sua estreia na chave principal de um Grand Slam, depois de receber um "wild card" para o Torneio de Wimbledon de 2021.

### 2022: Primeira vitória no top 5, estreia no top 150
No Eastbourne International, Burrage derrotou a "cabeça de chave" e número 4 do mundo, Paula Badosa. Como resultado, ela fez sua estréia entre as 150 melhores no mundo como N° 141 no ranking de simples WTA. Em 26 de setembro, ela alcançou a posição 137, a mais alta de sua carreira até então.

### 2023: Top 110, primeira final WTA
No Nottingham Open, Burrage alcançou sua primeira quarta de final do WTA derrotando a terceira cabeça-de-chave Magda Linette. Ela então derrotou outra jogadora polonesa, Magdalena Fręch, para chegar à  uma semifinal da WTA pela primeira vez em sua carreira. Em seguida, ela derrotou Alize Cornet para marcar uma final totalmente britânica com Katie Boulter desde 1977. Na final, Boulter venceu em sets diretos.

### 2024
Burrage iniciou a temporada pelo giro australiano sem muito sucesso. Primeiro tentou o Canberra Tennis International onde venceu Astra Sharma na primeira rodada em sets diretos e perdeu para Anna Bondar na segunda em jogo de três sets. Seu próximo compromisso foi no Hobart International onde tentou a qualificatória mas perdeu para Camila Osorio na primeira rodada. Depois disso, partiu direto para o Australian Open onde perdeu para Tamara Korpatsch [en] na primeira rodada em sets diretos.
Prosseguindo sua campanha em quadras duras, agora na Europa, Burrage participou do Upper Austria Ladies Linz, onde, depois de passar pelos dois jogos da qualificatória, venceu Varvara Gracheva na primeira rodada da chave principal em sets diretos, a "lucky loser"  Jaqueline Cristian na segunda também em sets diretos e perdeu para a "wild card" e "cabeça de chave" N° 1 Jeļena Ostapenko nas quartas de final em mais um jogo de sets diretos.

## Estatísticas da carreira

### Quadros de linha de tempo
| V | F | SF | QF | #R | RR | Q# | NQ | NP | NO |

 •  (V) vencedor; (F) finalista; (SF) semifinalista; (QF) quartas de final; (#R) rodada 4, 3, 2, 1; (RR) round-robin; (Q#) rodada qualificatória;  (NQ) não qualificado; (NP) não participou;  (NO) não ocorreu; (TS) taxa de sucesso (eventos vencidos / participados); (V–P) jogos vencidos-perdidos.
 •  Para evitar confusões e contagem em duplicidade, esses quadros são atualizados após a conclusão de um torneio ou quando a participação de um jogador termina.

#### Simples
Atual antes do Madrid Open de 2023.
| Torneios de Grand Slam   |     |     |     |                      |                      |                      |
| Australian Open          | NP  | Q1  | Q3  | 0 / 0                | 0–0                  | –                    |
| Aberto da França         | Q1  | NP  |     | 0 / 0                | 0–0                  | –                    |
| Wimbledon                | 1R  | 1R  |     | 0 / 2                | 0–2                  | –                    |
| US Open                  | Q2  | Q1  |     | 0 / 0                | 0–0                  | –                    |
| Vencidos-Perdidos        | 0–1 | 0–1 | 0–0 | 0 / 2                | 0–2                  | 0%                   |
| WTA 1000                 |     |     |     |                      |                      |                      |
| Indian Wells Open        | NP  | NP  | Q1  | 0 / 0                | 0–0                  | –                    |
| Miami Open               | NP  | NP  | Q2  | 0 / 0                | 0–0                  | –                    |
| Madrid Open              | NP  | NP  |     | 0 / 0                | 0–0                  | –                    |
| Estatísticas da carreira |     |     |     |                      |                      |                      |
| Torneios                 | 4   | 4   | 0   | Total da carreira: 8 | Total da carreira: 8 | Total da carreira: 8 |
| Vencidos-Perdidos geral  | 0–4 | 4–4 | 0–0 | 0 / 8                | 4–8                  | 33%                  |

#### Duplas
| Torneio           | 2021 | 2022 | V–P |
| ----------------- | ---- | ---- | --- |
| Australian Open   | NP   | NP   | 0–0 |
| Aberto da França  | NP   | NP   | 0–0 |
| Wimbledon         | 1R   | 1R   | 0–2 |
| US Open           | NP   |      | 0–0 |
| Vencidos-Perdidos | 0–1  | 0–1  | 0–2 |

## Finais da WTA na carreira

### Simples: 1 (vice)
| Legenda       |
| ------------- |
| Grand Slam    |
| WTA 1000      |
| WTA 500       |
| WTA 250 (0–1) |

| Finais por piso |
| --------------- |
| Duro (0–0)      |
| Grama (0–1)     |
| Saibro (0–0)    |
| Carpete (0–0)   |

| Status | V–D | Data     | Torneio                      | Nível   | Piso  | Oponente      | Placar   |
| ------ | --- | -------- | ---------------------------- | ------- | ----- | ------------- | -------- |
| Perdeu | 0–1 | Jun 2023 | Nottingham Open, Reino Unido | WTA 250 | Grama | Katie Boulter | 3–6, 3–6 |

## Finais do Circuito ITF

### Simples: 14 (5 títulos, 9 vices)
| Legenda                       |
| ----------------------------- |
| Torneios de US$ 100,000 (0–1) |
| Torneios de US$ 80,000 (0–0)  |
| Torneios de US$ 60,000 (1–2)  |
| Torneios de US$ 40,000 (0–0)  |
| Torneios de US$ 25,000 (2–4)  |
| Torneios de US$ 15,000 (2–2)  |

| Finais por piso |
| --------------- |
| Duro (4–8)      |
| Saibro (0–0)    |
| Grama (0–1)     |
| Carpete (1–0)   |

| Status | V–D | Data     | Torneio                             | Nível   | Piso     | Oponente            | Placar           |
| ------ | --- | -------- | ----------------------------------- | ------- | -------- | ------------------- | ---------------- |
| Perdeu | 0–1 | Mar 2017 | ITF Sharm El Sheikh, Egito          | 15,000  | Duro     | Julia Wachaczyk     | 6–2, 3–6, 2–6    |
| Venceu | 1–1 | Jul 2017 | ITF Dublin, Irlanda                 | 15,000  | Carpete  | Sinéad Lohan        | 7–6(5), 6–4      |
| Venceu | 2–1 | Mar 2018 | ITF Sharm El Sheikh, Egito          | 15,000  | Duro     | Nadja Gilchrist     | 6–2, 6–1         |
| Perdeu | 2–2 | Fev 2019 | ITF Jodhpur, Índia                  | 25,000  | Duro     | Miharu Imanishi     | 3–6, 6–3, 3–6    |
| Perdeu | 2–3 | Abr 2019 | ITF Bolton, Inglaterra              | 25,000  | Duro     | Vitalia Diatchenko  | 2–6, 2–6         |
| Venceu | 3–3 | Mai 2019 | ITF Jerusalem, Israel               | 25,000  | Duro     | Daniela Vismane     | 2–6, 6–2, 6–3    |
| Perdeu | 3–4 | Jan 2020 | ITF Monastir, Tunísia               | 15,000  | Duro     | Victoria Muntean    | 1–6, 6–0, 6–7(5) |
| Perdeu | 3–5 | Set 2020 | ITF Montemor-o-Novo, Portugal       | 25,000  | Duro     | Beatriz Haddad Maia | 1–6, 4–6         |
| Venceu | 4–5 | Mar 2021 | ITF Dubai, Emirados Árabes Unidos   | 25,000  | Duro     | Yuliya Hatouka      | 6–4, 6–3         |
| Perdeu | 4–6 | Jul 2021 | ITF Les Contamines-Montjoie, França | 25,000  | Duro     | Ylena In-Albon      | 6–4, 5–7, 5–7    |
| Perdeu | 4–7 | Jun 2022 | Ilkley Trophy, Reino Unido          | 100,000 | Grama    | Dalma Gálfi         | 5–7, 6–4, 3–6    |
| Perdeu | 4–8 | Ago 2022 | Lexington Challenger, U.S.          | 60,000  | Duro     | Katie Swan          | 0–6, 6–3, 3–6    |
| Perdeu | 4–9 | Jan 2023 | Canberra International, Austrália   | 60,000  | Duro     | Katie Boulter       | 6–3, 3–6, 2–6    |
| Venceu | 5–9 | Abr 2023 | ITF Croissy Beaubourg, França       | 60,000  | Duro (i) | Lucia Bronzetti     | 3–6, 6–4, 6–0    |

### Duplas: 8 (5 títulos, 3 vices)
| Legenda                      |
| ---------------------------- |
| Torneios de US$ 60,000 (0–1) |
| Torneios de US$ 40,000       |
| Torneios de US$ 25,000 (2–1) |
| Torneios de US$ 15,000 (3–1) |

| Finais por piso |
| --------------- |
| Duro (5–3)      |
| Saibro (0–0)    |
| Grama (0–0)     |
| Carpete (0–0)   |

| Status | V–D | Data     | Torneio                                | Nível  | Piso | Parceira              | Oponentes                                  | Placar              |
| ------ | --- | -------- | -------------------------------------- | ------ | ---- | --------------------- | ------------------------------------------ | ------------------- |
| Venceu | 1–0 | Nov 2017 | ITF Sharm El Sheikh, Egito             | 15,000 | Duro | Freya Christie        | Linnéa Malmqvist Park Sang-hee             | 7–5, 3–6, [13–11]   |
| Venceu | 2–0 | Nov 2017 | ITF Sharm El Sheikh, Egito             | 15,000 | Duro | Freya Christie        | Watsachol Sawatdee Chanikarn Silakul       | 6–4, 7–5            |
| Perdeu | 2–1 | Mar 2018 | ITF Sharm El Sheikh, Egito             | 15,000 | Duro | Jacqueline Cabaj Awad | Kamonwan Buayam Angelina Gabueva           | 5–7, 7–5, [7–10]    |
| Venceu | 3–1 | Abr 2019 | ITF Bolton, Inglaterra                 | 25,000 | Duro | Alicia Barnett        | Laura Ioana Paar Hélène Scholsen           | 6–3, 6–3            |
| Perdeu | 3–2 | Mai 2019 | ITF Les Franqueses del Vallès, Espanha | 60,000 | Duro | Olivia Nicholls       | Jessika Ponchet Eden Silva                 | 3–6, 4–6            |
| Venceu | 4–2 | Jan 2020 | ITF Monastir, Tunísia                  | 15,000 | Duro | Tereza Mihalíková     | Mallaurie Noël Oona Orpana                 | 6–1, 6–2            |
| Perdeu | 4–3 | Set 2020 | ITF Montemor-o-Novo, Portugal          | 25,000 | Duro | Olivia Nicholls       | Marina Bassols Ribera Ioana Loredana Roșca | 6–7(5), 6–4, [6–10] |
| Venceu | 5–3 | Mai 2021 | ITF Salinas, Equador                   | 25,000 | Duro | Paige Hourigan        | Francisca Jorge Jacqueline Cabaj Awad      | 6–2, 2–6, [10–8]    |

## Recordes de confronto direto

### Vitórias sobre Top 10
| Temporada | 2022 | Total |
| --------- | ---- | ----- |
| Vitórias  | 1    | 1     |

| #    | Jogadora     | Ranque | Torneio                               | Piso  | Rd | Placar   | RJB     |
| ---- | ------------ | ------ | ------------------------------------- | ----- | -- | -------- | ------- |
| 2022 |              |        |                                       |       |    |          |         |
| 1.   | Paula Badosa | No. 4  | Eastbourne International, Reino Unido | Grama | 2R | 6–4, 6–3 | No. 169 |